# Garde républicaine (Syrie)
La garde républicaine syrienne (en arabe : الحرس الجمهوري السوري) est une composante de la force terrestre syrienne. Son effectif est estimé à 10 000 hommes. Lors de la révolte syrienne de 2011-2012, la garde républicaine syrienne fait partie des unités combattant la rébellion à Damas. La garde républicaine est chargée de protéger la capitale Damas de toute invasion extérieure.
Formée en 1976, pour contrer des attaques lancées par les groupes palestiniens sur la Syrie, la garde républicaine est chargée de protéger la capitale Damas et les hauts fonctionnaires du gouvernement syrien de toutes menaces. Formant une division blindée légère, elle est la seule unité militaire syrienne a y être autorisée. Beaucoup de membres de la famille al-Assad y ont servi. Bachar el-Assad y a été colonel, et eut le commandement d'une brigade. Son plus jeune frère, Maher a également été colonel dans la garde républicaine. Elle prend une part active à la guerre civile syrienne.

## Histoire

### Création
Les origines de sa création viennent du fait que les groupes palestiniens basés au Liban après avoir été chassés de Jordanie lancent des raids sur la Syrie. Ainsi pour contrer ces attaques devenues trop courantes, la Syrie décida de créer une unité pour contrer les raids palestiniens. La création de cette unité a eu lieu en pleine guerre civile au Liban. Les attaques des Palestiniens sur les troupes syriennes et sur la Syrie étaient dues au fait que l'armée syrienne était engagée aux côtés des troupes du front libanais et de l'armée du Liban Sud. Mais c'est seulement après l’opération lancée par les troupes israéliennes sur le Liban que la Syrie change de côté pour rejoindre les troupes musulmanes composées d'organisations chiites, druzes, sunnites et palestiniennes.

### Rôle dans la guerre civile syrienne
Au début de l'insurrection, la garde républicaine est tenue à l'écart du conflit par le régime, laissant ainsi seulement l'armée régulière et les forces spéciales combattre les rebelles.
Mais à partir de 2012, les difficultés croissantes de l'armée régulière face aux groupes rebelles obligent les autorités gouvernementales à engager la garde républicaine dans le conflit.
La garde s'illustre ainsi lors de la bataille de Damas contre l'ASL. Le 15 juillet 2012, 6 000 combattants rebelles entrent dans la capitale et combattent les troupes loyalistes. Ils s'emparent alors de plusieurs quartiers de la ville. 5 000 soldats de la garde sont alors appelés en renfort des forces régulières présentes sur place. Les loyalistes lancent alors le 18 juillet une contre-offensive et parviennent à repousser l'ASL hors de la capitale le 4 août. La garde reste cependant engagée dans des combats sporadiques contre des groupes rebelles autour de Damas.
Elle s'illustre lors des batailles de Deir ez-Zor et Hassaké contre les troupes de l'EI.
Manaf Tlass, un général de la garde républicaine, commandant d'une brigade, fait défection et se réfugie en Turquie. Sa défection est un coup dur pour le régime de Bachar el-Assad puisque Manaf Tlass est le fils de l'ancien premier ministre Moustapha Tlass. Il commandait, selon plusieurs sources, la 105e brigade ; celle-ci ayant été commandée par Bachar el-Assad avant qu'il ne devienne président et également par son frère Bassel el-Assad jusqu'à sa mort en 1994, mais selon une source sécuritaire syrienne, Manaf Tlass aurait été relevé de son commandement lors du siège de Homs.
Cette unité d'élite connait cependant le même état d'épuisement que les autres composants de l'armée syrienne. Après 4 ans de combats et des défections, ses effectifs ont littéralement fondu, passant de 25 000 hommes en 2011 à 10 000.

## Composition
La républicaine est composée de trois brigades blindées, deux régiments de sécurité et un régiment d'artillerie. Son effectif total est de 15 000 soldats et la garde républicaine fait partie des troupes d’élite du régime.
- 3 brigades mécanisées ; la 104e, la 105e et la 106e[5] ;
- 2 régiments de sécurité ; le 101e et le 102e[5] ;
- 1 régiment d'artillerie ; le 100e[5].

Son siège se situe au mont Qasioun, près du palais présidentiel de Damas.

## Sources